# شهرستان اولدهام (تگزاس)

موقعیت شهرستان در ایالت تگزاس

اولدهام یکی از شهرستان‌های ایالت تگزاس می‌باشد.
این شهرستان در شمال‌غربی این ایالت است.
جمعیت این شهرستان در سال ۲۰۱۰ میلادی معادل ۲۰۵۲ نفر بود.

## نگارخانه

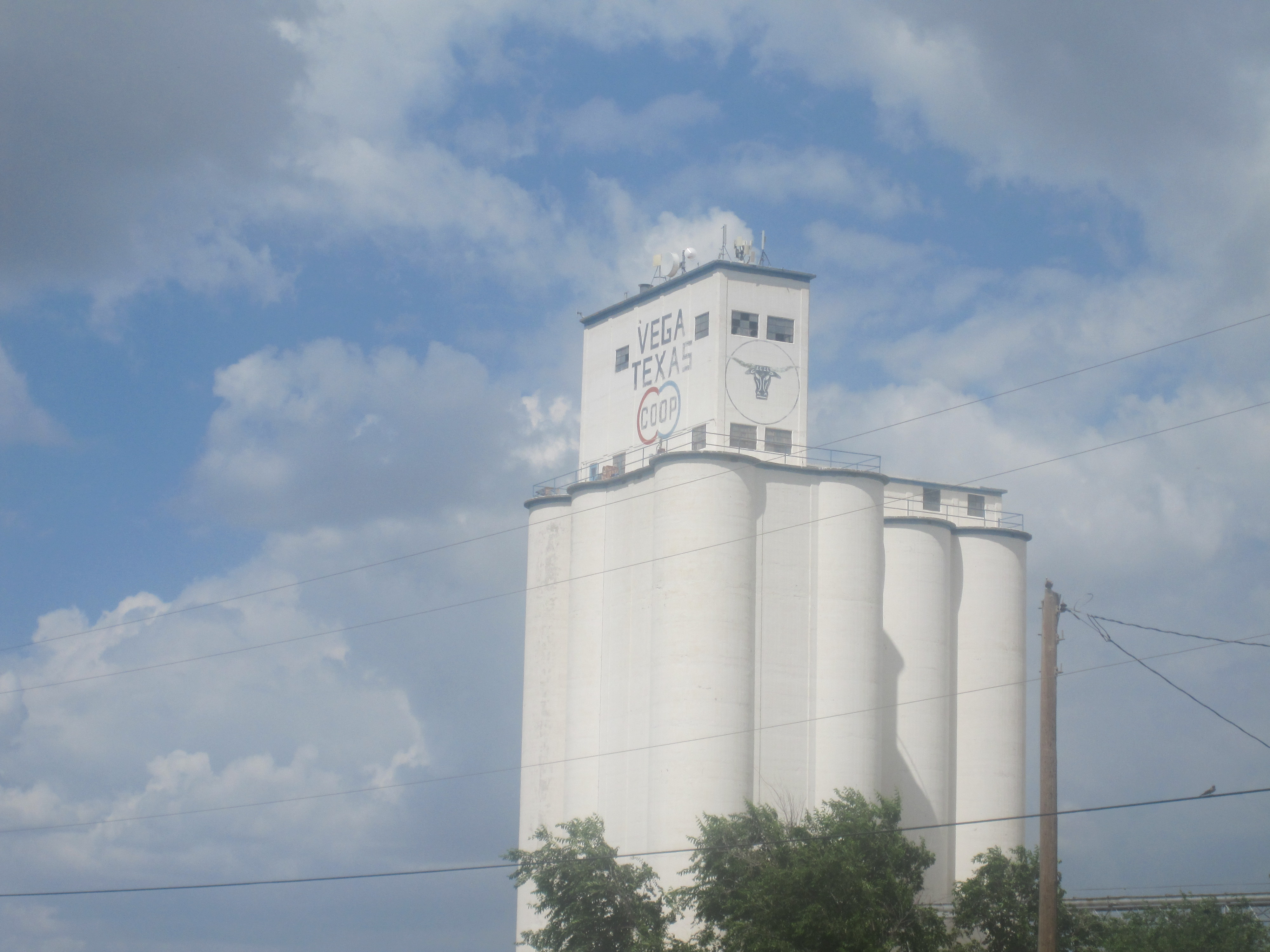
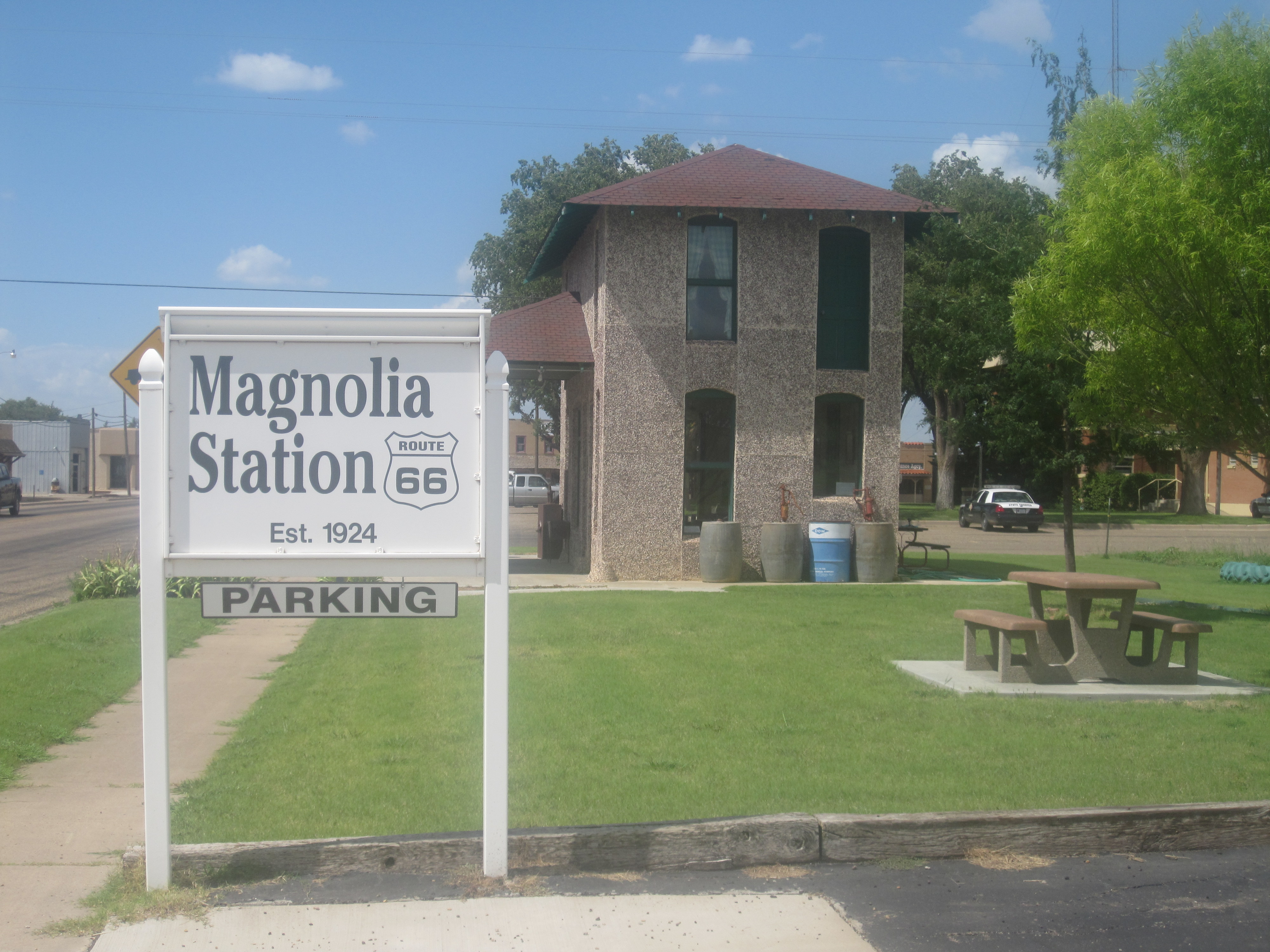
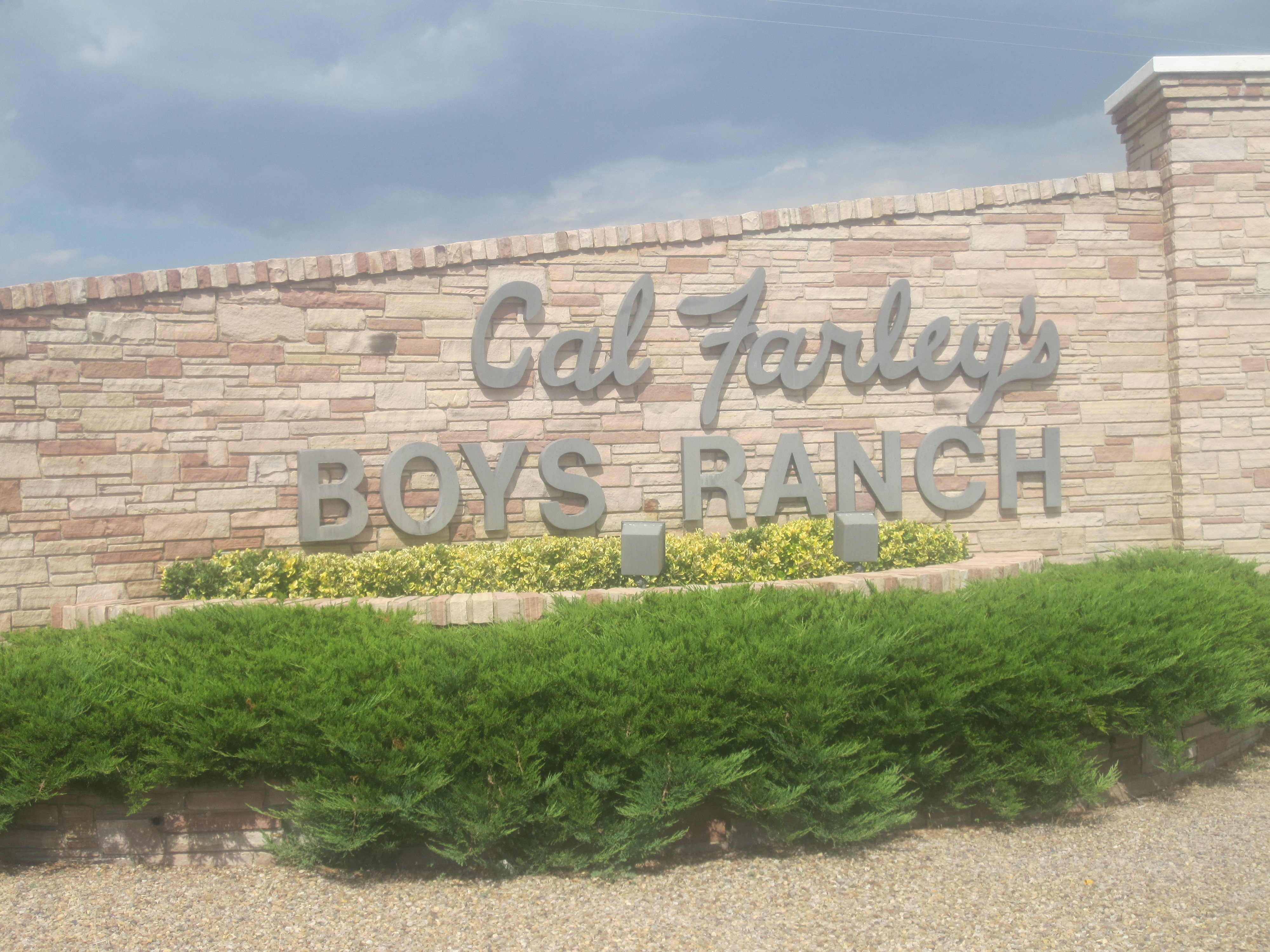
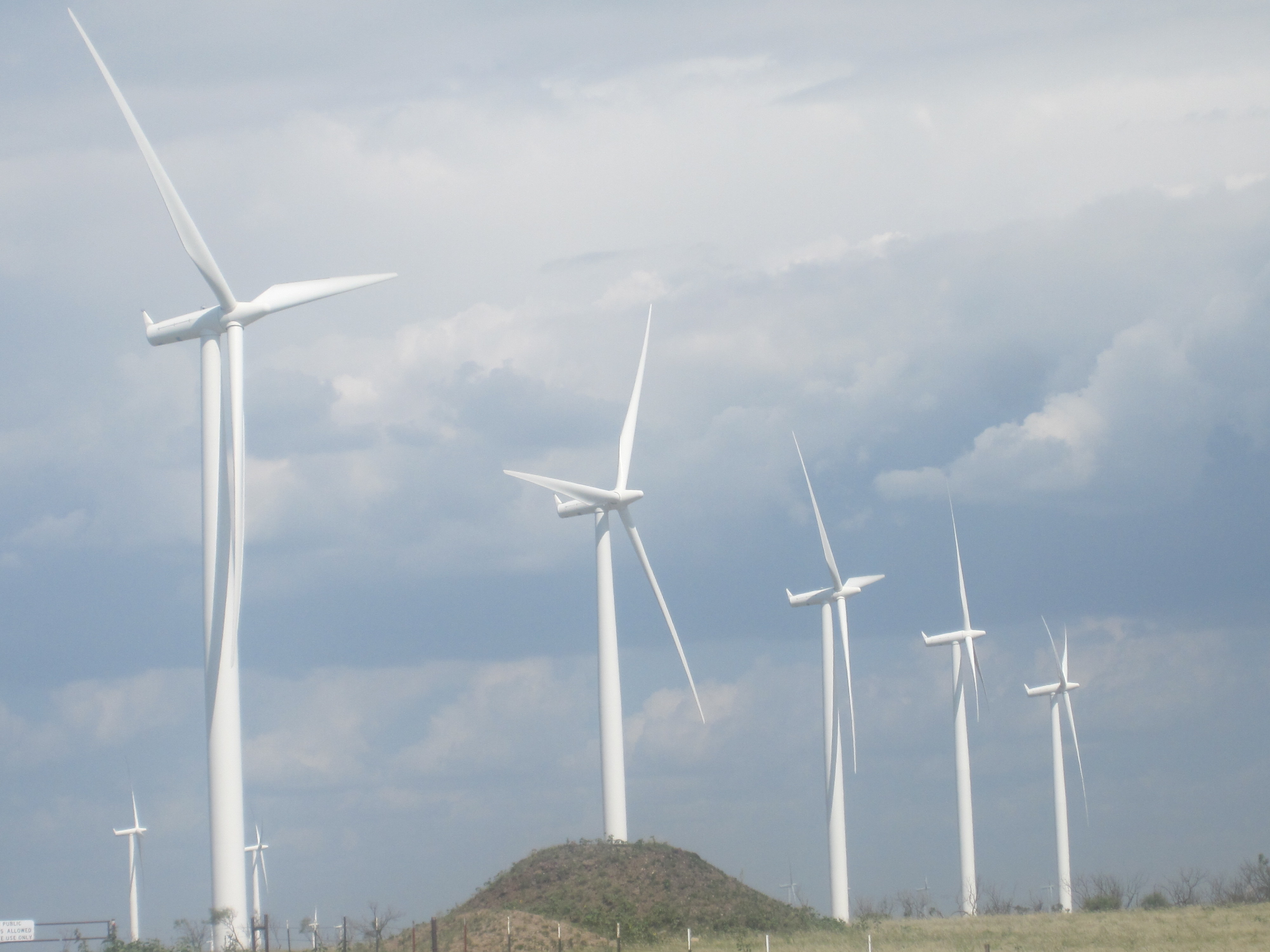